# Ciclismo nos Jogos Olímpicos de Verão de 2012 - BMX feminino
A prova de BMX feminino do ciclismo nos Jogos Olímpicos de Verão de 2012 foi disputada entre 8 e 10 de agosto na Pista de BMX montada ao lado do Velódromo de Londres.

## Calendário
Horário local (UTC+1)
| Dia          | Horário | Fase            |
| ------------ | ------- | --------------- |
| 8 de agosto  | 15:00   | Classificatória |
| 10 de agosto | 15:00   | Semifinais      |
| 10 de agosto | 16:30   | Final           |

## Medalhistas
| Ouro   | COL Mariana Pajón  |
| Prata  | NZL Sarah Walker   |
| Bronze | NED Laura Smulders |

## Resultados

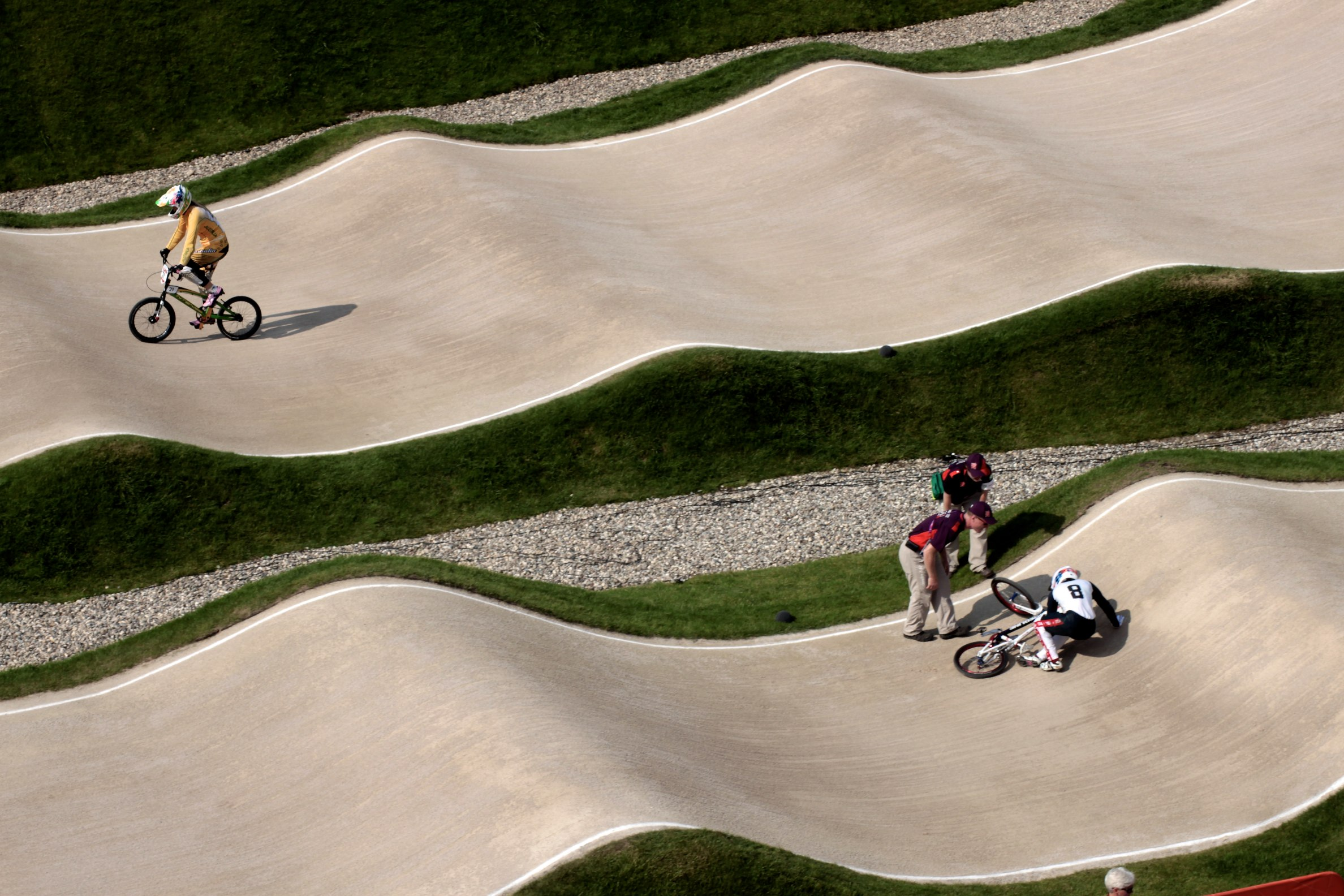
Uma das baterias do BMX feminino em Londres.

### Classificatória
A classificatória determinou a disposição das ciclistas para as fases seguintes, de acordo com os melhores tempos.
| Pos. | Nome                      | Tempo  | Notas |
| ---- | ------------------------- | ------ | ----- |
| 1    | AUS Caroline Buchanan     | 38.434 |       |
| 2    | NZL Sarah Walker          | 38.644 |       |
| 3    | COL Mariana Pajón         | 38.787 |       |
| 4    | FRA Laëtitia Le Corguillé | 38.976 |       |
| 5    | GBR Shanaze Reade         | 39.368 |       |
| 6    | NED Laura Smulders        | 39.420 |       |
| 7    | FRA Magalie Pottier       | 39.778 |       |
| 8    | USA Alise Post            | 39.890 |       |
| 9    | AUS Lauren Reynolds       | 40.045 |       |
| 10   | CZE Aneta Hladíková       | 40.846 |       |
| 11   | CZE Romana Labounková     | 41.096 |       |
| 12   | VEN Stefany Hernández     | 41.253 |       |
| 13   | LAT Sandra Aleksejeva     | 41.752 |       |
| 14   | LTU Vilma Rimšaitė        | 42.162 |       |
| 15   | BRA Squel Stein           | 42.995 |       |
| –    | USA Brooke Crain          |        | DNF   |

### Semifinais
As semifinais consistiram de três corridas, com as quatro primeiras de cada grupo avançando para a final.

#### Semifinal 1
| Pos. | Nome                      | Corrida 1    | Corrida 2    | Corrida 3  | Total | Notas |
| ---- | ------------------------- | ------------ | ------------ | ---------- | ----- | ----- |
| 1    | AUS Caroline Buchanan     | 38.276 (1)   | 40.296 (2)   | 38.482 (1) | 4     | Q     |
| 2    | GBR Shanaze Reade         | 39.029 (2)   | 38.858 (1)   | 38.634 (2) | 5     | Q     |
| 3    | USA Brooke Crain          | 40.668 (5)   | 41.029 (4)   | 40.099 (5) | 14    | Q     |
| 4    | FRA Laëtitia Le Corguillé | 39.902 (4)   | 1:20.324 (8) | 38.759 (3) | 15    | Q     |
| 5    | VEN Stefany Hernández     | 1:12.935 (8) | 40.513 (3)   | 39.466 (4) | 15    |       |
| 6    | USA Alise Post            | 39.495 (3)   | 51.752 (7)   | DNF (8)    | 18    |       |
| 7    | LAT Sandra Aleksejeva     | 42.030 (7)   | 43.159 (6)   | 42.855 (6) | 19    |       |
| 8    | AUS Lauren Reynolds       | 41.103 (6)   | 41.441 (5)   | DNF (8)    | 19    |       |

#### Semifinal 2
| Pos. | Nome                  | Corrida 1  | Corrida 2  | Corrida 3  | Total | Notas |
| ---- | --------------------- | ---------- | ---------- | ---------- | ----- | ----- |
| 1    | COL Mariana Pajón     | 38.759 (1) | 38.749 (1) | 38.845 (1) | 3     | Q     |
| 2    | FRA Magalie Pottier   | 39.342 (2) | 38.828 (2) | 39.048 (2) | 6     | Q     |
| 3    | NED Laura Smulders    | 39.886 (4) | 39.175 (3) | 39.660 (4) | 11    | Q     |
| 4    | NZL Sarah Walker      | 39.905 (5) | 39.348 (4) | 39.344 (3) | 12    | Q     |
| 5    | CZE Aneta Hladíková   | 39.728 (3) | 40.393 (6) | 43.752 (7) | 16    |       |
| 6    | CZE Romana Labounková | 40.624 (6) | 39.883 (5) | 40.777 (6) | 17    |       |
| 7    | LTU Vilma Rimšaitė    | 41.789 (7) | 40.897 (7) | 40.400 (5) | 19    |       |
| 8    | BRA Squel Stein       | DNF (8)    | DNS (10)   | DNS (10)   | 28    |       |

### Final
As final foi disputada em uma única corrida.
| Pos.              | Nome                      | Tempo  |
| ----------------- | ------------------------- | ------ |
| Medalha de ouro   | COL Mariana Pajón         | 37.706 |
| Medalha de prata  | NZL Sarah Walker          | 38.133 |
| Medalha de bronze | NED Laura Smulders        | 38.231 |
| 4                 | FRA Laëtitia Le Corguillé | 38.476 |
| 5                 | AUS Caroline Buchanan     | 38.903 |
| 6                 | GBR Shanaze Reade         | 39.247 |
| 7                 | FRA Magalie Pottier       | 39.395 |
| 8                 | USA Brooke Crain          | 40.286 |